# Ur (continente)
Ur è uno dei più antichi continenti che si ipotizza si sia formato nell'Archeano, circa 3 Ga (miliardi di anni) fa.

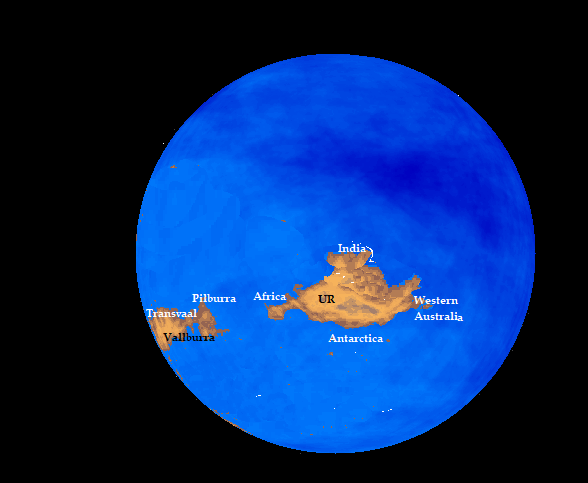
La Terra 3 miliardi di anni fa, con in continenti Vaalbara e Ur

Il nome di questo ipotetico continente non ha attinenza con l'antica città mesopotamica di Ur né con la biblica Ur patria del patriarca Abramo; deriva invece dal prefisso tedesco ur- che attribuisce il significato di "antico", "originario", "ancestrale" al vocabolo (Kontinent) che lo segue. Il continente Ur è stato ipotizzato dal geologo John Rogers nel 1996 principalmente sulla base di studi eseguiti nel Subcontinente indiano e in Australia.
Nel primo periodo della sua esistenza,   Ur fu probabilmente l'unico continente sulla Terra; non si trattava tuttavia un supercontinente (come la Pangea), ma un insieme di terre emerse di limitata estensione, grande probabilmente come l'attuale Australia.
Circa 500 Ma (milioni di anni) dopo emerse Arctica e, dopo altri 500 Ma, si formarono altri due continenti:  Baltica e Atlantica.  Ur, Arctica, la Baltica e Atlantica si unirono tra di loro circa 2 Ga fa per formare il primo supercontinente: Columbia. Dopo altri 300 Ma i continenti tornarono nuovamente a separarsi e rimasero separati per almeno altri 400 Ma, quando si unirono dando origine a un nuovo supercontinente, Rodinia. Anche  Rodinia si frantumò (circa 750 Ma), ma dopo circa 100 Ma nacque  Pannotia, un nuovo supercontinente. Dopo appena 60 Ma anche  Pannotia si divise in quattro continenti (Laurentia,  Baltica,  Siberia e  Gondwana) che a loro volta si ricombinarono, dando vita alla Pangea.  Ur sopravvisse per molto tempo finché, circa 208 Ma di anni fa, si spezzò in Laurasia e  Gondwana a seguito della suddivisione della Pangea. Oggi, residui di Ur si ritrovano in Africa, Australia, Madagascar e nel Subcontinente indiano.

## Storia dell'evoluzione di Ur
- Circa 3 miliardi di anni fa, nasce Ur, l'unico continente della Terra
- Circa 2,5 miliardi di anni fa, nasce il continente Arctica
- Circa 2 miliardi di anni fa, si formano  Baltica e Atlantica
- Circa 1,8 miliardi di anni fa, Arctica, Baltica e Antartica si uniscono per formare Columbia
- Circa 1,5 miliardi di anni fa, i continenti si separano
- Circa 1,1 miliardi di anni fa, i continenti si uniscono per formare  Rodinia
- Circa 750 milioni di anni fa, i continenti si separano nuovamente
- Circa 660 milioni di anni fa, si forma un nuovo supercontinente  Pannotia, che più tardi si dividerà
- Circa 300 milioni di anni fa, Ur è parte del supercontinente Pangea
- Circa 208 milioni di anni fa,  Ur si divide, con porzioni in Laurasia e altre in Gondwana
- Circa 65 milioni di anni fa, si staccarono la parte africana e quella indiana di Ur
- Attualmente, residui di Ur si ritrovano in Australia e Madagascar.